# Jolobok, Bilopillea
Jolobok (în ucraineană Жолобок) este un sat în așezarea urbană Jovtneve din raionul Bilopillea, regiunea Sumî, Ucraina.

## Demografie
Componența lingvistică a localității Jolobok
     Ucraineană (99,3%)
     Alte limbi (0,7%)
Conform recensământului din 2001, majoritatea populației localității Jolobok era vorbitoare de ucraineană (99,3%), existând în minoritate și vorbitori de alte limbi.